# Glycymeris yessoensis
Glycymeris yessoensis (лат.) — вид двустворчатых моллюсков семейства Glycymerididae.

## Внешний вид и строение
Длина раковины до 50 (максимум 53), высота до 47 мм. Она округлая, с толстыми стенками. Створки покрыты неглубокими узкими радиальными желобками, имеющими светлую окраску. Изнутри раковина сероватая, с радиальной струйчатостью. Вентральный край зубчатый, задний обычно имеет коричневые пятна. Замок со множеством зубов. Периостракум бурый, чешуйчатый, с концентрическими рядами щетинок, сохраняющийся обычно только у нижнего края створок.

## Распространение и места обитания
Обитает у побережья Корейского полуострова, юга Приморья, севера Японии, южных Курил и юга Сахалина. Живёт на ракушечно-песчаных отложениях на глубине от 4—5 до 15—18 м.

## Поведение
Закапываются в грунт на глубину 2—4 см, при этом задний край раковины немного выглядывает наружу. Взрослые особи могут переползать на небольшие расстояния при помощи ноги. Молодь прячется между камнями, под пустыми раковинами и так далее.

## Развитие
Есть пелагическая личинка.

## Glycymeris yessoensisи человек
Пригоден в пищу. В древнем Бохае раковины этого вида использовались для изготовления украшений.